# Мухаммад VI аль-Ахмар
Абу Абдаллах Мухаммад VI ібн Ісмаїл (араб. أبو عبد الله محمد بن إسماعيل‎; нар. 1332 — 27 квітня 1362) — 10-й емір Гранадського емірату в 1360—1362 роках. Мав прізвисько аль-Ахмар («Малиновий») та лакаб аль-Мутаваккіль алаллах («Той, хто покладається на Бога»). Ухристиян відомий як Ель Бермехо.

## Життєпис

### Молоді роки
Походив з династії Насрідів. Онук Абу Абдаллаха Мухаммада, брата еміра Ісмаїла I. Його Утман ібн аль-Ула 1327 року оголосив новим еміром, але невдовзі він загинув. Син Ісмаїла ібн Мухаммада. Народився 1332 року в Гранаді. За правління Юсуфа I оженився на його доньці.
У 1359 році долучився до змови проти еміра Мухаммада V, якого було повалено. Замість нього правителем Гранади став брат Ісмаїл II. Абу Абдаллах Мухаммад отримав значний вплив при останньому, який постійно збільшував. Це зрещтою призвело до конфлікту з правителем. діючи на упередження Мухаммад влаштував змову, повалив Ісмаїла II, якого незабаром наказам стратити. Сам став новим еміром Гранади. За цим було страчено вищих посадовців поваленого еміра.

### Панування
Для зміцнення своєї влади приборкав прихильників колишнього еміра Мухаммада V, що призвело до втечі багатьох представників знаті до Марокко, частково — до Кастилії. Тоді Мухаммад VI уклав угоду з марокканським султаном Абу Салімом Ібрагімом щодо недопущення Мухаммада V, який все ще переховувався Марокко, на Піренейський півострів.
У зовнішній політиці вирішив позбавитися залежності від Кастилії. Тому спочатку відмовився сплачувати данину королю Педро I, а у жовтні того ж року уклав військовий союз з арагонським королем Педро IV. Втім того ж року останній зазнав поразки від кастильців, з яким 1361 року уклав мирну угоду.
Кастилія стала тиснути на марокканського султана, внаслідок чого той переправив колишнього еміра Мухаммада V до міста Рондо. Кастильський флот виступив проти гранадського узбережжя. Наприкінці 1361 року гранадське військо зазнало поразки у битві біля Белільойса. Але вже 15 січня 1362 року Мухаммад VI здобув блискучу перемогу над ворогом у битві неподалік від Гуадікса, полонивши 2 тис. вояків, серед яких Дієго Гарсію де Паділью, магістра Ордена Калатрави, та брата королівської коханки.
Втім у лютому 1362 року кастильське військо почало нову кампанію проти Гранадського емірата. Мухаммад VI втратив міста Існахар, Бенамехі, Ель-Бурго, Ардалес, Каньєте, Турон, Куевас, Сесна і Корія. В свою чергу Мухаммад V захопив Малагу. Ці невдачі призвели до загального невдоволення серед населення Гранади, що призвело до втечі Мухаммада VI зі скарбницею до Кастилії, де він намагався укласти мир з Педро I. У свою чергу Мухаммад V зайняв Гранаду.
Мухаммад VI вів перемовини з королем в Севільї. Але зрештою того було вбито в Табладі, поблизу Севільї. Його голову відправили Мухаммадові V. Разом з Мухаммедом було вбито 36 членів його почту. Скарбницю захопив король Кастилії.

## Родина
- донька, дружина Мухаммада аль-Мавла